# G.L. Grove
Gerhard Leslie Grove (født 7. maj 1855 i København, død 15. februar 1911 sammesteds) var en dansk historiker, cand.jur., arkivsekretær, søn af Hans Herman Grove.
Han blev student fra Metropolitanskolen 1873 og cand. jur. 1882. Grove, som siden 1884 var ansat i Rigsarkivet, var godt hjemme i dansk personalhistorie og flådehistorie og redigerede Personalhistorisk Tidsskrift siden 1895. Han udgav Rasmus Æreboes Selvbiografi (1889) og Admiral Just Juels Optegnelser fra hans Rejse i Rusland under Peter den Store (1893), dertil Admiralerne Obdams og Ruyters Dagbog fra deres Togter 1658-60 (1907). Af megen interesse for Københavns historie er hans udgave af fortegnelsen over byens huse og indbyggere efter branden 1728 (1906) og det smukke festskrift om Københavns Havn (1908).
G.L. Grove var gift med Petra Severine (1865-1953), født Grove. Deres søn Peter Grove (født 14. februar 1892, død 23. januar 1975) var i 40 år (1920-1960) lærer på Frederiksborg Statsskole uden at have afsluttet akademisk uddannelse. En anden søn, Carl Grove (født 1901) var lektor i dansk og tysk på Struer Statsgymnasium.
Grove blev Ridder af Dannebrog 1911 og bar en række udenlandske ordener.
Han er begravet på Holmens Kirkegård.
Der findes en buste af Grove fra 1881 af Rasmus Bøgebjerg.